# Lijst van interlands Tsjecho-Slowaaks voetbalelftal 1930-1939
Deze pagina toont een chronologisch en gedetailleerd overzicht van de interlands die het Tsjecho-Slowaaks voetbalelftal heeft gespeeld in de periode 1930 – 1939.

## Interlands

### 1930
|                                                                     |                 |       |                   |                                                                                                 |
| 1 januari Vriendschappelijk № 61 «onderlinge duels» 15:00 uur (UTC) | Spanje          | 1 – 0 | Tsjecho-Slowakije | Estadio de la Exposición, Barcelona Toeschouwers: 40.000 Scheidsrechter: Henri Christophe (BEL) |
| 1 januari Vriendschappelijk № 61 «onderlinge duels» 15:00 uur (UTC) | José Sastre 75' |       |                   | Estadio de la Exposición, Barcelona Toeschouwers: 40.000 Scheidsrechter: Henri Christophe (BEL) |

|                                                                      |                 |       |                   |                                                                                       |
| 12 januari Vriendschappelijk № 62 «onderlinge duels» 14:00 uur (UTC) | Portugal        | 1 – 0 | Tsjecho-Slowakije | Estádio do Lumiar, Lissabon Toeschouwers: 25.000 Scheidsrechter: Pedro Escartín (ESP) |
| 12 januari Vriendschappelijk № 62 «onderlinge duels» 14:00 uur (UTC) | Pepe Soares 61' |       |                   | Estádio do Lumiar, Lissabon Toeschouwers: 25.000 Scheidsrechter: Pedro Escartín (ESP) |

|                                                                      |                                           |       |                         |                                                                               |
| 23 maart Vriendschappelijk № 63 «onderlinge duels» 16:00 uur (UTC+1) | Tsjecho-Slowakije                         | 2 – 2 | Oostenrijk              | Letenský Stadion, Praag Toeschouwers: 28.000 Scheidsrechter: Paul Ruoff (SUI) |
| 23 maart Vriendschappelijk № 63 «onderlinge duels» 16:00 uur (UTC+1) | František Svoboda 57' František Junek 87' |       | 12', 73' Johann Horvath | Letenský Stadion, Praag Toeschouwers: 28.000 Scheidsrechter: Paul Ruoff (SUI) |

|                                                                   |                          |       |                  |                                                                             |
| 1 mei Vriendschappelijk № 64 «onderlinge duels» 16:30 uur (UTC+1) | Tsjecho-Slowakije        | 1 – 1 | Hongarije        | Letnástadion, Praag Toeschouwers: 24.000 Scheidsrechter: Per Andersen (NOR) |
| 1 mei Vriendschappelijk № 64 «onderlinge duels» 16:30 uur (UTC+1) | Antonín Hojer 73' (pen.) |       | 3' Ferenc Hirzer | Letnástadion, Praag Toeschouwers: 24.000 Scheidsrechter: Per Andersen (NOR) |

|                                                                    |                                           |       |                                                       |                                                                                                   |
| 11 mei Vriendschappelijk № 65 «onderlinge duels» 15:00 uur (UTC+1) | Frankrijk                                 | 2 – 3 | Tsjecho-Slowakije                                     | Stade olympique Yves-du-Manoir, Colombes Toeschouwers: 15.000 Scheidsrechter: John Langenus (BEL) |
| 11 mei Vriendschappelijk № 65 «onderlinge duels» 15:00 uur (UTC+1) | Pierre Korb 25' (pen.) Edmond Delfour 30' |       | 6' Josef Košťálek 17' Josef Silný 76' František Junek | Stade olympique Yves-du-Manoir, Colombes Toeschouwers: 15.000 Scheidsrechter: John Langenus (BEL) |

|                                                                     |                                         |       |        |                                                                                         |
| 14 juni Vriendschappelijk № 66 «onderlinge duels» 18:00 uur (UTC+1) | Tsjecho-Slowakije                       | 2 – 0 | Spanje | Stadion Sparty na Letné, Praag Toeschouwers: 22.000 Scheidsrechter: John Langenus (BEL) |
| 14 juni Vriendschappelijk № 66 «onderlinge duels» 18:00 uur (UTC+1) | Antonín Hojer 62' František Svoboda 83' |       |        | Stadion Sparty na Letné, Praag Toeschouwers: 22.000 Scheidsrechter: John Langenus (BEL) |

|                                                                          |                                       |       |                                                         |                                                                                  |
| 21 september Vriendschappelijk № 67 «onderlinge duels» 16:00 uur (UTC+1) | België                                | 2 – 3 | Tsjecho-Slowakije                                       | Bosuilstadion, Antwerpen Toeschouwers: 15.000 Scheidsrechter: José Llovera (ESP) |
| 21 september Vriendschappelijk № 67 «onderlinge duels» 16:00 uur (UTC+1) | Louis Versyp 44' Bernard Voorhoof 51' |       | 25' Jindřich Šoltys 31' Karel Hejma 40' František Junek | Bosuilstadion, Antwerpen Toeschouwers: 15.000 Scheidsrechter: José Llovera (ESP) |

|                                                                        |               |       |                     |                                                                                            |
| 26 oktober Vriendschappelijk № 68 «onderlinge duels» 14:00 uur (UTC+1) | Hongarije     | 1 – 1 | Tsjecho-Slowakije   | Hungária Körúti Stadion, Boedapest Toeschouwers: 12.000 Scheidsrechter: Peco Bauwens (GER) |
| 26 oktober Vriendschappelijk № 68 «onderlinge duels» 14:00 uur (UTC+1) | Pál Titkos 1' |       | 48' Jindřich Šoltys | Hungária Körúti Stadion, Boedapest Toeschouwers: 12.000 Scheidsrechter: Peco Bauwens (GER) |

### 1931
|                                                                       |                             |       |                                |                                                                                                   |
| 15 februari Vriendschappelijk № 69 «onderlinge duels» 14:30 uur (UTC) | Frankrijk                   | 1 – 2 | Tsjecho-Slowakije              | Stade olympique Yves-du-Manoir, Colombes Toeschouwers: 28.000 Scheidsrechter: John Langenus (BEL) |
| 15 februari Vriendschappelijk № 69 «onderlinge duels» 14:30 uur (UTC) | Marcel Langiller 23' (pen.) |       | 5' (pen.), pen.' Antonín Novák | Stade olympique Yves-du-Manoir, Colombes Toeschouwers: 28.000 Scheidsrechter: John Langenus (BEL) |

| |                                                |       |                           |                                                                                 |
| 22 maart Centraal-Europese Internationale Beker 1931-1932 № 70 «onderlinge duels» 16:00 uur (UTC+1) | Hongarije                                      | 3 – 3 | Tsjecho-Slowakije         | Letenský Stadion, Praag Toeschouwers: 26.700 Scheidsrechter: Peco Bauwens (GER) |
| 22 maart Centraal-Europese Internationale Beker 1931-1932 № 70 «onderlinge duels» 16:00 uur (UTC+1) | František Svoboda 35', 66' František Junek 45' |       | 11', 33', 53' István Avar | Letenský Stadion, Praag Toeschouwers: 26.700 Scheidsrechter: Peco Bauwens (GER) |

| |                                      |       |                   |                                                                                |
| 12 april Centraal-Europese Internationale Beker 1931-1932 № 71 «onderlinge duels» 16:00 uur (UTC+1) | Oostenrijk                           | 2 – 1 | Tsjecho-Slowakije | Hohe Wartestadion, Wenen Toeschouwers: 42.000 Scheidsrechter: Paul Ruoff (SUI) |
| 12 april Centraal-Europese Internationale Beker 1931-1932 № 71 «onderlinge duels» 16:00 uur (UTC+1) | Walter Nausch 37' Johann Horvath 42' |       | 38' Josef Silný   | Hohe Wartestadion, Wenen Toeschouwers: 42.000 Scheidsrechter: Paul Ruoff (SUI) |

| |                                                                        |       |                                                              |                                                                                   |
| 13 juni Centraal-Europese Internationale Beker 1931-1932 № 72 «onderlinge duels» 18:00 uur (UTC+1) | Tsjecho-Slowakije                                                      | 7 – 3 | Zwitserland                                                  | Letenský Stadion, Praag Toeschouwers: 15.000 Scheidsrechter: Albino Carraro (ITA) |
| 13 juni Centraal-Europese Internationale Beker 1931-1932 № 72 «onderlinge duels» 18:00 uur (UTC+1) | Karel Bejbl 12', 53', 82' Josef Silný 48', 58' Vojtěch Bradáč 64', 80' |       | 5' Mario Fasson 33' (pen.) Albert Büche 35' Hermann Springer | Letenský Stadion, Praag Toeschouwers: 15.000 Scheidsrechter: Albino Carraro (ITA) |

|                                                                     |       |                                                                                |                   |                                                                                             |
| 14 juni Vriendschappelijk № 73 «onderlinge duels» 18:00 uur (UTC+1) | Polen | 0 – 4                                                                          | Tsjecho-Slowakije | Wojska Polskiegostadion, Warschau Toeschouwers: 13.000 Scheidsrechter: Eric Malmström (SWE) |
| 14 juni Vriendschappelijk № 73 «onderlinge duels» 18:00 uur (UTC+1) |       | 1' František Pelcner 53' František Pelcner 62' Václav Bára 66' Oldřich Nejedlý |                   | Wojska Polskiegostadion, Warschau Toeschouwers: 13.000 Scheidsrechter: Eric Malmström (SWE) |

|                                                                        |                                                |       |                   |                                                                                |
| 2 augustus Vriendschappelijk № 74 «onderlinge duels» 17:30 uur (UTC+1) | Joegoslavië                                    | 2 – 1 | Tsjecho-Slowakije | BSK Stadion, Belgrado Toeschouwers: 12.000 Scheidsrechter: John Langenus (BEL) |
| 2 augustus Vriendschappelijk № 74 «onderlinge duels» 17:30 uur (UTC+1) | Aleksandar Živković 42' Blagoje Marjanović 49' |       | 52' Antonín Puč   | BSK Stadion, Belgrado Toeschouwers: 12.000 Scheidsrechter: John Langenus (BEL) |

|                                                                          |                                                  |       |                   |                                                                             |
| 20 september Vriendschappelijk № 75 «onderlinge duels» 14:00 uur (UTC+1) | Hongarije                                        | 3 – 0 | Tsjecho-Slowakije | Üllői Út, Boedapest Toeschouwers: 18.000 Scheidsrechter: Peco Bauwens (GER) |
| 20 september Vriendschappelijk № 75 «onderlinge duels» 14:00 uur (UTC+1) | József Turay 10' István Avar 16' Jenő Kalmár 32' |       |                   | Üllői Út, Boedapest Toeschouwers: 18.000 Scheidsrechter: Peco Bauwens (GER) |

| |                                 |       |                   |                                                                                  |
| 15 november Centraal-Europese Internationale Beker 1931-1932 № 76 «onderlinge duels» 15:00 (UTC+1) | Italië                          | 2 – 2 | Tsjecho-Slowakije | Stadio Nazionale PNF, Rome Toeschouwers: 35.000 Scheidsrechter: Paul Ruoff (SUI) |
| 15 november Centraal-Europese Internationale Beker 1931-1932 № 76 «onderlinge duels» 15:00 (UTC+1) | Pitto 53' Bernardini 57' (pen.) |       | 55', 83' Svoboda  | Stadio Nazionale PNF, Rome Toeschouwers: 35.000 Scheidsrechter: Paul Ruoff (SUI) |

### 1932
|                                                                      |                   |       |                                                   |                                                                                  |
| 20 maart Vriendschappelijk № 77 «onderlinge duels» 16:00 uur (UTC+1) | Tsjecho-Slowakije | 1 – 3 | Hongarije                                         | Letenský Stadion, Praag Toeschouwers: 26.000 Scheidsrechter: Sophus Hansen (DEN) |
| 20 maart Vriendschappelijk № 77 «onderlinge duels» 16:00 uur (UTC+1) | Josef Silný 51'   |       | 64' József Turay 65' István Závodi 71' Géza Toldi | Letenský Stadion, Praag Toeschouwers: 26.000 Scheidsrechter: Sophus Hansen (DEN) |

| |                                                                     |       |                    |                                                                          |
| 17 april Centraal-Europese Internationale Beker 1931-1932 № 78 «onderlinge duels» 15:00 uur (UTC+1) | Zwitserland                                                         | 5 – 1 | Tsjecho-Slowakije  | Hardturm, Zürich Toeschouwers: 21.000 Scheidsrechter: Louis Raguin (FRA) |
| 17 april Centraal-Europese Internationale Beker 1931-1932 № 78 «onderlinge duels» 15:00 uur (UTC+1) | André Abegglen 17', 41' Max Abegglen 28', 48' Léo-Paul Billeter 80' |       | 63' Vojtěch Bradáč | Hardturm, Zürich Toeschouwers: 21.000 Scheidsrechter: Louis Raguin (FRA) |

|                                                                                                   |                       |       |                      |                                                                                 |
| 22 mei Centraal-Europese Internationale Beker 1931-1932 № 79 «onderlinge duels» 17:00 uur (UTC+1) | Tsjecho-Slowakije     | 1 – 1 | Oostenrijk           | Letenský Stadion, Praag Toeschouwers: 30.000 Scheidsrechter: Moritz Fuchs (GER) |
| 22 mei Centraal-Europese Internationale Beker 1931-1932 № 79 «onderlinge duels» 17:00 uur (UTC+1) | František Svoboda 36' |       | 2' Matthias Sindelar | Letenský Stadion, Praag Toeschouwers: 30.000 Scheidsrechter: Moritz Fuchs (GER) |

|                                                                       |                  |       |                                     |                                                                                      |
| 29 mei Vriendschappelijk № 80 «onderlinge duels» 14:30 uur (UTC+1:20) | Nederland        | 1 – 2 | Tsjecho-Slowakije                   | Olympisch Stadion, Amsterdam Toeschouwers: 32.000 Scheidsrechter: Peco Bauwens (GER) |
| 29 mei Vriendschappelijk № 80 «onderlinge duels» 14:30 uur (UTC+1:20) | Otto Bonsema 17' |       | 24' Josef Silný 66' Oldřich Nejedlý | Olympisch Stadion, Amsterdam Toeschouwers: 32.000 Scheidsrechter: Peco Bauwens (GER) |

| |                               |       |                   |                                                                            |
| 18 september Centraal-Europese Internationale Beker 1931-1932 № 81 «onderlinge duels» 16:00 uur (UTC+1) | Hongarije                     | 2 – 1 | Tsjecho-Slowakije | Üllői Út, Boedapest Toeschouwers: 25.000 Scheidsrechter: Otto Olsson (SWE) |
| 18 september Centraal-Europese Internationale Beker 1931-1932 № 81 «onderlinge duels» 16:00 uur (UTC+1) | Géza Toldi 78' Pál Titkos 81' |       | 73' Antonín Puč   | Üllői Út, Boedapest Toeschouwers: 25.000 Scheidsrechter: Otto Olsson (SWE) |

|                                                                       |                                    |       |                         |                                                                                    |
| 9 oktober Vriendschappelijk № 82 «onderlinge duels» 15:00 uur (UTC+1) | Tsjecho-Slowakije                  | 2 – 1 | Joegoslavië             | Stadion Slavii, Praag Toeschouwers: 20.000 Scheidsrechter: Andrzej Rutkowski (POL) |
| 9 oktober Vriendschappelijk № 82 «onderlinge duels» 15:00 uur (UTC+1) | Antonín Puč 4' Oldřich Nejedlý 68' |       | 38' Aleksandar Živković | Stadion Slavii, Praag Toeschouwers: 20.000 Scheidsrechter: Andrzej Rutkowski (POL) |

| |                               |       |             |                                                                                  |
| 28 oktober Centraal-Europese Internationale Beker 1931-1932 № 83 «onderlinge duels» 15:00 uur (UTC+1) | Tsjecho-Slowakije             | 2 – 1 | Italië      | Sportovní Stadion, Praag Toeschouwers: 31.000 Scheidsrechter: Peco Bauwens (GER) |
| 28 oktober Centraal-Europese Internationale Beker 1931-1932 № 83 «onderlinge duels» 15:00 uur (UTC+1) | Bradáč 28' (pen.) Nejedlý 59' |       | 54' Ferrari | Sportovní Stadion, Praag Toeschouwers: 31.000 Scheidsrechter: Peco Bauwens (GER) |

### 1933
|                                                                      |                                  |       |                   |                                                                                                 |
| 19 maart Vriendschappelijk № 84 «onderlinge duels» 16:00 uur (UTC+1) | Hongarije                        | 2 – 0 | Tsjecho-Slowakije | Hungária körúti stadion, Boedapest Toeschouwers: 25.000 Scheidsrechter: William Bangerter (SUI) |
| 19 maart Vriendschappelijk № 84 «onderlinge duels» 16:00 uur (UTC+1) | József Turay 22' László Cseh 71' |       |                   | Hungária körúti stadion, Boedapest Toeschouwers: 25.000 Scheidsrechter: William Bangerter (SUI) |

|                                                                     |                   |       |                      |                                                                                   |
| 9 april Vriendschappelijk № 85 «onderlinge duels» 16:30 uur (UTC+1) | Oostenrijk        | 1 – 2 | Tsjecho-Slowakije    | Hohe Wartestadion, Wenen Toeschouwers: 61.000 Scheidsrechter: John Langenus (BEL) |
| 9 april Vriendschappelijk № 85 «onderlinge duels» 16:30 uur (UTC+1) | Josef Smistik 86' |       | 46', 50' Antonín Puč | Hohe Wartestadion, Wenen Toeschouwers: 61.000 Scheidsrechter: John Langenus (BEL) |

|                                                                                                  |                          |       |                   |                                                                                                 |
| 7 mei Centraal-Europese Internationale Beker 1933-1935 № 86 «onderlinge duels» 15:30 uur (UTC+1) | Italië                   | 2 – 0 | Tsjecho-Slowakije | Stadio Comunale Giovanni Berta, Florence Toeschouwers: 25.000 Scheidsrechter: Louis Baert (BEL) |
| 7 mei Centraal-Europese Internationale Beker 1933-1935 № 86 «onderlinge duels» 15:30 uur (UTC+1) | Ferrari 41' Schiavio 44' |       |                   | Stadio Comunale Giovanni Berta, Florence Toeschouwers: 25.000 Scheidsrechter: Louis Baert (BEL) |

|                                                                     |                                                                               |       |           |                                                                                  |
| 10 juni Vriendschappelijk № 87 «onderlinge duels» 18:00 uur (UTC+1) | Tsjecho-Slowakije                                                             | 4 – 0 | Frankrijk | Letnástadion, Praag Toeschouwers: 18.000 Scheidsrechter: Andrzej Rutkowski (POL) |
| 10 juni Vriendschappelijk № 87 «onderlinge duels» 18:00 uur (UTC+1) | Antonín Puč 20' František Junek 47' František Svoboda 59' Oldřich Nejedlý 63' |       |           | Letnástadion, Praag Toeschouwers: 18.000 Scheidsrechter: Andrzej Rutkowski (POL) |

|                                                                        |                                        |       |                   | |
| 6 augustus Vriendschappelijk № 88 «onderlinge duels» 17:30 uur (UTC+1) | Joegoslavië                            | 2 – 1 | Tsjecho-Slowakije | Stadion Concordije na Tratinskoj cesti, Zagreb Toeschouwers: 3.000 Scheidsrechter: Alois Beranek (AUT) |
| 6 augustus Vriendschappelijk № 88 «onderlinge duels» 17:30 uur (UTC+1) | Vladimir Kragić 71' Slavko Kodrnja 77' |       | 54' Géza Kocsis   | Stadion Concordije na Tratinskoj cesti, Zagreb Toeschouwers: 3.000 Scheidsrechter: Alois Beranek (AUT) |

|                                                                          |                                     |       |                                               |                                                                                  |
| 17 september Vriendschappelijk № 89 «onderlinge duels» 16:30 uur (UTC+1) | Tsjecho-Slowakije                   | 3 – 3 | Oostenrijk                                    | Letenský Stadion, Praag Toeschouwers: 25.000 Scheidsrechter: John Langenus (BEL) |
| 17 september Vriendschappelijk № 89 «onderlinge duels» 16:30 uur (UTC+1) | Antonín Puč 1', 69' Josef Silný 55' |       | 3' Heinrich Müller 17', 58' Matthias Sindelar | Letenský Stadion, Praag Toeschouwers: 25.000 Scheidsrechter: John Langenus (BEL) |

|                                                                           |                    |       |                                       |                                                                                            |
| 15 oktober WK 1934 kwalificatie № 90 «onderlinge duels» 12:30 uur (UTC+1) | Polen              | 1 – 2 | Tsjecho-Slowakije                     | Wojska Polskiegostadion, Warschau Toeschouwers: 16.000 Scheidsrechter: Denis Xifando (ROU) |
| 15 oktober WK 1934 kwalificatie № 90 «onderlinge duels» 12:30 uur (UTC+1) | Henryk Martyna 52' |       | 33' Josef Silný 77' František Pelcner | Wojska Polskiegostadion, Warschau Toeschouwers: 16.000 Scheidsrechter: Denis Xifando (ROU) |

### 1934
|                                                                      |                |       |                                        | |
| 25 maart Vriendschappelijk № 91 «onderlinge duels» 15:00 uur (UTC+1) | Frankrijk      | 1 – 2 | Tsjecho-Slowakije                      | Stade olympique Yves-du-Manoir, Colombes Toeschouwers: 27.931 Scheidsrechter: Walter Lewington (ENG) |
| 25 maart Vriendschappelijk № 91 «onderlinge duels» 15:00 uur (UTC+1) | Pierre Korb 6' |       | 37' František Svoboda 89' Jiří Sobotka | Stade olympique Yves-du-Manoir, Colombes Toeschouwers: 27.931 Scheidsrechter: Walter Lewington (ENG) |

| |                                 |       |                        |                                                                                     |
| 29 april Centraal-Europese Internationale Beker 1933-1935 № 92 «onderlinge duels» 17:00 uur (UTC+1) | Tsjecho-Slowakije               | 2 – 2 | Hongarije              | Letenský Stadion, Praag Toeschouwers: 30.000 Scheidsrechter: Francesco Mattea (ITA) |
| 29 april Centraal-Europese Internationale Beker 1933-1935 № 92 «onderlinge duels» 17:00 uur (UTC+1) | Jiří Sobotka 2' Antonín Puč 42' |       | 30', 56' György Sárosi | Letenský Stadion, Praag Toeschouwers: 30.000 Scheidsrechter: Francesco Mattea (ITA) |

|                                                                    |                                     |       |                 |                                                                                  |
| 16 mei Vriendschappelijk № 93 «onderlinge duels» 17:30 uur (UTC+1) | Tsjecho-Slowakije                   | 2 – 1 | Engeland        | Letenský Stadion, Praag Toeschouwers: 35.000 Scheidsrechter: John Langenus (BEL) |
| 16 mei Vriendschappelijk № 93 «onderlinge duels» 17:30 uur (UTC+1) | Oldřich Nejedlý 42' Antonín Puč 61' |       | 20' Fred Tilson | Letenský Stadion, Praag Toeschouwers: 35.000 Scheidsrechter: John Langenus (BEL) |

| Wereldkampioenschap voetbal 1934 |
| -------------------------------- |

|                                                                       |                     |       |           |                                                                                 |
| 27 mei WK 1934 Eerste ronde № 94 «onderlinge duels» 16:00 uur (UTC+1) | Tsjecho-Slowakije   | 2 – 1 | Roemenië  | Stadio Littorio, Triëst Toeschouwers: 9.000 Scheidsrechter: John Langenus (BEL) |
| 27 mei WK 1934 Eerste ronde № 94 «onderlinge duels» 16:00 uur (UTC+1) | Puč 49' Nejedlý 66' |       | Dobay 10' | Stadio Littorio, Triëst Toeschouwers: 9.000 Scheidsrechter: John Langenus (BEL) |

|                                                                      |                                                |       |                                      | |
| 27 mei WK 1934 Kwartfinale № 95 «onderlinge duels» 16:30 uur (UTC+1) | Tsjecho-Slowakije                              | 3 – 2 | Zwitserland                          | Stadio Municipale Benito Mussolini, Turijn Toeschouwers: 12.000 Scheidsrechter: Alois Beranek (AUT) |
| 27 mei WK 1934 Kwartfinale № 95 «onderlinge duels» 16:30 uur (UTC+1) | František Svoboda 36', 55' Oldřich Nejedlý 84' |       | 18' Leopold Kielholz 64' Willy Jäggi | Stadio Municipale Benito Mussolini, Turijn Toeschouwers: 12.000 Scheidsrechter: Alois Beranek (AUT) |

|                                                                       |                               |       |                  |                                                                                         |
| 3 juni WK 1934 Halve finale № 96 «onderlinge duels» 16:30 uur (UTC+1) | Tsjecho-Slowakije             | 3 – 1 | Duitsland        | Stadio Nazionale PNF, Rome Toeschouwers: 8.000 Scheidsrechter: Rinaldo Barlassina (ITA) |
| 3 juni WK 1934 Halve finale № 96 «onderlinge duels» 16:30 uur (UTC+1) | Oldřich Nejedlý 21', 75', 81' |       | 63' Rudolf Noack | Stadio Nazionale PNF, Rome Toeschouwers: 8.000 Scheidsrechter: Rinaldo Barlassina (ITA) |

|                                                                  |                       |              |                   |                                                                                   |
| 10 juni WK 1934 Finale № 97 «onderlinge duels» 18:00 uur (UTC+1) | Italië                | 2 – 1 (n.v.) | Tsjecho-Slowakije | Stadio Nazionale PNF, Rome Toeschouwers: 43.818 Scheidsrechter: Ivan Eklind (SWE) |
| 10 juni WK 1934 Finale № 97 «onderlinge duels» 18:00 uur (UTC+1) | Orsi 81' Schiavio 95' |              | 76' Puč           | Stadio Nazionale PNF, Rome Toeschouwers: 43.818 Scheidsrechter: Ivan Eklind (SWE) |

|  |  |  |  |  |  |  |  |  |

|                                                                         |                                                          |       |                       |                                                                                   |
| 2 september Vriendschappelijk № 98 «onderlinge duels» 16:30 uur (UTC+1) | Tsjecho-Slowakije                                        | 3 – 1 | Joegoslavië           | Stadion Slavii, Praag Toeschouwers: 15.000 Scheidsrechter: Mihály Iváncsics (HUN) |
| 2 september Vriendschappelijk № 98 «onderlinge duels» 16:30 uur (UTC+1) | František Junek 13' Oldřich Nejedlý 15' Jiří Sobotka 18' |       | 62' Branislav Sekulić | Stadion Slavii, Praag Toeschouwers: 15.000 Scheidsrechter: Mihály Iváncsics (HUN) |

| |                                |       |                         |                                                                                    |
| 23 september Centraal-Europese Internationale Beker 1933-1935 № 99 «onderlinge duels» 16:00 uur (UTC+1) | Oostenrijk                     | 2 – 2 | Tsjecho-Slowakije       | Praterstadion, Wenen Toeschouwers: 50.000 Scheidsrechter: Rinaldo Barlassina (ITA) |
| 23 september Centraal-Europese Internationale Beker 1933-1935 № 99 «onderlinge duels» 16:00 uur (UTC+1) | Franz Binder 4' Adolf Vogl 31' |       | 59', 86' Vratislav Čech | Praterstadion, Wenen Toeschouwers: 50.000 Scheidsrechter: Rinaldo Barlassina (ITA) |

| |                           |       |                          |                                                                                     |
| 14 oktober Centraal-Europese Internationale Beker 1933-1935 № 100 «onderlinge duels» 15:00 uur (UTC+1) | Zwitserland               | 2 – 2 | Tsjecho-Slowakije        | Parc des Sports, Genève Toeschouwers: 15.000 Scheidsrechter: Walter Lewington (ENG) |
| 14 oktober Centraal-Europese Internationale Beker 1933-1935 № 100 «onderlinge duels» 15:00 uur (UTC+1) | Leopold Kielholz 14', 41' |       | 45', 58' Oldřich Nejedlý | Parc des Sports, Genève Toeschouwers: 15.000 Scheidsrechter: Walter Lewington (ENG) |

### 1935
| |                                          |       |                     |                                                                                 |
| 17 maart Centraal-Europese Internationale Beker 1933-1935 № 101 «onderlinge duels» 15:30 uur (UTC+1) | Tsjecho-Slowakije                        | 3 – 1 | Zwitserland         | Letenský Stadion, Praag Toeschouwers: 25.000 Scheidsrechter: Peco Bauwens (GER) |
| 17 maart Centraal-Europese Internationale Beker 1933-1935 № 101 «onderlinge duels» 15:30 uur (UTC+1) | Václav Horák 8' Oldřich Nejedlý 37', 89' |       | 48' Engelbert Bösch | Letenský Stadion, Praag Toeschouwers: 25.000 Scheidsrechter: Peco Bauwens (GER) |

| |                   |       |            |                                                                                       |
| 14 april Centraal-Europese Internationale Beker 1933-1935 № 102 «onderlinge duels» 16:00 uur (UTC+1) | Tsjecho-Slowakije | 0 – 0 | Oostenrijk | Letenský Stadion, Praag Toeschouwers: 30.000 Scheidsrechter: Rinaldo Barlassina (ITA) |
| 14 april Centraal-Europese Internationale Beker 1933-1935 № 102 «onderlinge duels» 16:00 uur (UTC+1) |                   |       |            | Letenský Stadion, Praag Toeschouwers: 30.000 Scheidsrechter: Rinaldo Barlassina (ITA) |

|                                                                     |                      |       |                   |                                                                                          |
| 26 mei Vriendschappelijk № 103 «onderlinge duels» 16:00 uur (UTC+1) | Duitsland            | 2 – 1 | Tsjecho-Slowakije | Stadion am Ostragehege, Dresden Toeschouwers: 61.000 Scheidsrechter: John Langenus (BEL) |
| 26 mei Vriendschappelijk № 103 «onderlinge duels» 16:00 uur (UTC+1) | August Lenz 12', 53' |       | 51' Václav Hruška | Stadion am Ostragehege, Dresden Toeschouwers: 61.000 Scheidsrechter: John Langenus (BEL) |

|                                                                          |                   |       |             |                                                                               |
| 6 september Vriendschappelijk № 104 «onderlinge duels» 15:00 uur (UTC+1) | Tsjecho-Slowakije | 0 – 0 | Joegoslavië | Stadion BSK, Belgrado Toeschouwers: 15.000 Scheidsrechter: Peco Bauwens (GER) |
| 6 september Vriendschappelijk № 104 «onderlinge duels» 15:00 uur (UTC+1) |                   |       |             | Stadion BSK, Belgrado Toeschouwers: 15.000 Scheidsrechter: Peco Bauwens (GER) |

| |                 |       |                   |                                                                                             |
| 22 september Centraal-Europese Internationale Beker 1933-1935 № 105 «onderlinge duels» 16:00 uur (UTC+1) | Hongarije       | 1 – 0 | Tsjecho-Slowakije | Hungária Körúti Stadion, Boedapest Toeschouwers: 22.000 Scheidsrechter: John Langenus (BEL) |
| 22 september Centraal-Europese Internationale Beker 1933-1935 № 105 «onderlinge duels» 16:00 uur (UTC+1) | Imre Markos 60' |       |                   | Hungária Körúti Stadion, Boedapest Toeschouwers: 22.000 Scheidsrechter: John Langenus (BEL) |

| |                   |       |           |                                                                                   |
| 27 oktober Centraal-Europese Internationale Beker 1933-1935 № 106 «onderlinge duels» 15:30 uur (UTC+1) | Tsjecho-Slowakije | 2 – 1 | Italië    | Sportovní Stadion, Praag Toeschouwers: 8.000 Scheidsrechter: Pedro Escartín (ESP) |
| 27 oktober Centraal-Europese Internationale Beker 1933-1935 № 106 «onderlinge duels» 15:30 uur (UTC+1) | Horák 52', 80'    |       | 75' Pitto | Sportovní Stadion, Praag Toeschouwers: 8.000 Scheidsrechter: Pedro Escartín (ESP) |

### 1936
|                                                                       |           |                                                         |                   |                                                                                    |
| 9 februari Vriendschappelijk № 107 «onderlinge duels» 14:30 uur (UTC) | Frankrijk | 0 – 3                                                   | Tsjecho-Slowakije | Parc des Princes, Parijs Toeschouwers: 40.138 Scheidsrechter: Pedro Escartín (ESP) |
| 9 februari Vriendschappelijk № 107 «onderlinge duels» 14:30 uur (UTC) |           | 14' Antonín Puč 20' Jaroslav Bouček 25' Oldřich Nejedlý |                   | Parc des Princes, Parijs Toeschouwers: 40.138 Scheidsrechter: Pedro Escartín (ESP) |

| |                        |       |                     |                                                                                  |
| 22 maart Centraal-Europese Internationale Beker 1936-1938 № 108 «onderlinge duels» 16:00 uur (UTC+1) | Oostenrijk             | 1 – 1 | Tsjecho-Slowakije   | Praterstadion, Wenen Toeschouwers: 53.000 Scheidsrechter: Francesco Mattea (ITA) |
| 22 maart Centraal-Europese Internationale Beker 1936-1938 № 108 «onderlinge duels» 16:00 uur (UTC+1) | Josef Bican 73' (pen.) |       | 59' Oldřich Zajíček | Praterstadion, Wenen Toeschouwers: 53.000 Scheidsrechter: Francesco Mattea (ITA) |

|                                                                       |                            |       |        |                                                                                        |
| 26 april Vriendschappelijk № 109 «onderlinge duels» 16:00 uur (UTC+1) | Tsjecho-Slowakije          | 1 – 0 | Spanje | Stadion Sparty na Letné, Praag Toeschouwers: 30.000 Scheidsrechter: Peco Bauwens (GER) |
| 26 april Vriendschappelijk № 109 «onderlinge duels» 16:00 uur (UTC+1) | Oldřich Zajíček 12' (pen.) |       |        | Stadion Sparty na Letné, Praag Toeschouwers: 30.000 Scheidsrechter: Peco Bauwens (GER) |

|                                                                           |                    |       |                                    |                                                                              |
| 27 september Vriendschappelijk № 110 «onderlinge duels» 16:00 uur (UTC+1) | Tsjecho-Slowakije  | 1 – 2 | Duitsland                          | Strahovstadion, Praag Toeschouwers: 25.000 Scheidsrechter: Otto Olsson (SWE) |
| 27 september Vriendschappelijk № 110 «onderlinge duels» 16:00 uur (UTC+1) | Vratislav Čech 36' |       | 60' Franz Elbern 80' Otto Siffling | Strahovstadion, Praag Toeschouwers: 25.000 Scheidsrechter: Otto Olsson (SWE) |

| |                                                         |       |                              |                                                                                     |
| 18 oktober Centraal-Europese Internationale Beker 1936-1938 № 111 «onderlinge duels» 13:00 uur (UTC+1) | Tsjecho-Slowakije                                       | 5 – 2 | Hongarije                    | Letenský Stadion, Praag Toeschouwers: 22.000 Scheidsrechter: Walter Lewington (ENG) |
| 18 oktober Centraal-Europese Internationale Beker 1936-1938 № 111 «onderlinge duels» 13:00 uur (UTC+1) | František Kloz 27', 30', 79', 82' Vlastimil Kopecký 87' |       | 7' Pál Titkos 33' Géza Toldi | Letenský Stadion, Praag Toeschouwers: 22.000 Scheidsrechter: Walter Lewington (ENG) |

|                                                                       |                                         |       |                   |                                                                                     |
| 25 april Vriendschappelijk № 112 «onderlinge duels» 15:00 uur (UTC+1) | Italië                                  | 2 – 0 | Tsjecho-Slowakije | Stadio Luigi Ferraris, Genua Toeschouwers: 25.000 Scheidsrechter: Adolf Miesz (AUT) |
| 25 april Vriendschappelijk № 112 «onderlinge duels» 15:00 uur (UTC+1) | Piero Pasinati 40' Giovanni Ferrari 43' |       |                   | Stadio Luigi Ferraris, Genua Toeschouwers: 25.000 Scheidsrechter: Adolf Miesz (AUT) |

### 1937
| |                                                                                   |       |                                                |                                                                                    |
| 21 februari Centraal-Europese Internationale Beker 1936-1938 № 13 «onderlinge duels» 15:00 uur (UTC+1) | Tsjecho-Slowakije                                                                 | 5 – 3 | Zwitserland                                    | Letenský Stadion, Praag Toeschouwers: 20.000 Scheidsrechter: Lucien Leclercq (FRA) |
| 21 februari Centraal-Europese Internationale Beker 1936-1938 № 13 «onderlinge duels» 15:00 uur (UTC+1) | Vlastimil Kopecký 15', 43' František Svoboda 44' Václav Horák 50' Antonín Puč 76' |       | 18' (pen.) Fritz Wagner 55', 84' Alfred Bickel | Letenský Stadion, Praag Toeschouwers: 20.000 Scheidsrechter: Lucien Leclercq (FRA) |

|                                                                                         |                  |       |                     | |
| 18 april Vriendschappelijk Eduard Benes' Cup № 114 «onderlinge duels» 16:30 uur (UTC+3) | Roemenië         | 1 – 1 | Tsjecho-Slowakije   | Stadionul Regele Carol II, Boekarest Toeschouwers: 29.500 Scheidsrechter: Rinaldo Barlassina (ITA) |
| 18 april Vriendschappelijk Eduard Benes' Cup № 114 «onderlinge duels» 16:30 uur (UTC+3) | Iuliu Bodola 63' |       | 81' Oldřich Nejedlý | Stadionul Regele Carol II, Boekarest Toeschouwers: 29.500 Scheidsrechter: Rinaldo Barlassina (ITA) |

|                                                                     |                   |       |                                                      |                                                                                 |
| 15 mei Vriendschappelijk № 115 «onderlinge duels» 17:15 uur (UTC+1) | Tsjecho-Slowakije | 1 – 3 | Schotland                                            | Letenský Stadion, Praag Toeschouwers: 35.000 Scheidsrechter: Peco Bauwens (GER) |
| 15 mei Vriendschappelijk № 115 «onderlinge duels» 17:15 uur (UTC+1) | Antonín Puč 29'   |       | 14' Jimmie Simpson 31' Bob McPhail 73' Torry Gillick | Letenský Stadion, Praag Toeschouwers: 35.000 Scheidsrechter: Peco Bauwens (GER) |

| |                   |           |        |                                                                               |
| 23 mei Centraal-Europese Internationale Beker 1936-1938 № 116 «onderlinge duels» 17:00 uur (UTC+1) | Tsjecho-Slowakije | 0 – 1     | Italië | Generali Arena, Praag Toeschouwers: 30.000 Scheidsrechter: Peco Bauwens (GER) |
| 23 mei Centraal-Europese Internationale Beker 1936-1938 № 116 «onderlinge duels» 17:00 uur (UTC+1) |                   | 24' Piola |        | Generali Arena, Praag Toeschouwers: 30.000 Scheidsrechter: Peco Bauwens (GER) |

| |                                                                      |       |                                                   |                                                                                            |
| 19 september Centraal-Europese Internationale Beker 1936-1938 № 117 «onderlinge duels» 16:00 uur (UTC+1) | Hongarije                                                            | 8 – 3 | Tsjecho-Slowakije                                 | Hungária Körúti Stadion, Boedapest Toeschouwers: 27.000 Scheidsrechter: Peco Bauwens (GER) |
| 19 september Centraal-Europese Internationale Beker 1936-1938 № 117 «onderlinge duels» 16:00 uur (UTC+1) | Gyula Zsengellér 15' György Sárosi 34', 51', 60', 62', 77', 80', 85' |       | 21' Jan Riha 26' Oldřich Rulc 65' Oldřich Nejedlý | Hungária Körúti Stadion, Boedapest Toeschouwers: 27.000 Scheidsrechter: Peco Bauwens (GER) |

|                                                                                          |                                                                    |       |                                                                                           |                                                                                  |
| 3 oktober Vriendschappelijk Eduard Benes' Cup № 118 «onderlinge duels» 15:15 uur (UTC+1) | Tsjecho-Slowakije                                                  | 5 – 4 | Joegoslavië                                                                               | Letenský Stadion, Praag Toeschouwers: 22.000 Scheidsrechter: Alfred Birlem (GER) |
| 3 oktober Vriendschappelijk Eduard Benes' Cup № 118 «onderlinge duels» 15:15 uur (UTC+1) | Oldřich Rulc 5' Jan Říha 26' Karel Senecký 43' Oldřich Nejedlý 48' |       | 18', 50' Branko Pleše 60' Svetislav Valjarević 71' (e.d.) Jaroslav Burgr 79' Jiří Sobotka | Letenský Stadion, Praag Toeschouwers: 22.000 Scheidsrechter: Alfred Birlem (GER) |

|                                                      |                                              |       |         |                                                                               |
| 13 oktober Vriendschappelijk № 119 15:30 uur (UTC+1) | Tsjecho-Slowakije                            | 4 – 0 | Letland | Letenský Stadion, Praag Toeschouwers: 5.000 Scheidsrechter: Ota Dörfler (TCH) |
| 13 oktober Vriendschappelijk № 119 15:30 uur (UTC+1) | Jiří Sobotka 32', 36', 69' Karel Senecký 87' |       |         | Letenský Stadion, Praag Toeschouwers: 5.000 Scheidsrechter: Ota Dörfler (TCH) |

| |                                 |       |                    |                                                                                |
| 24 oktober Centraal-Europese Internationale Beker 1936-1938 № 120 «onderlinge duels» 15:00 uur (UTC+1) | Tsjecho-Slowakije               | 2 – 1 | Oostenrijk         | Letenský Stadion, Praag Toeschouwers: 35.000 Scheidsrechter: Pál Hertzka (HUN) |
| 24 oktober Centraal-Europese Internationale Beker 1936-1938 № 120 «onderlinge duels» 15:00 uur (UTC+1) | Jan Říha 75' František Kloz 76' |       | 18' Leopold Neumer | Letenský Stadion, Praag Toeschouwers: 35.000 Scheidsrechter: Pál Hertzka (HUN) |

|                                                                            |                               |       |                   |                                                                                    |
| 7 november WK 1938 kwalificatie № 121 «onderlinge duels» 15:00 uur (UTC+2) | Bulgarije                     | 1 – 1 | Tsjecho-Slowakije | Joenakstadion, Sofia Toeschouwers: 15.000 Scheidsrechter: Rinaldo Barlassina (ITA) |
| 7 november WK 1938 kwalificatie № 121 «onderlinge duels» 15:00 uur (UTC+2) | Georgi Pachedzhiev 89' (pen.) |       | 44' Jan Říha      | Joenakstadion, Sofia Toeschouwers: 15.000 Scheidsrechter: Rinaldo Barlassina (ITA) |

|                                                                       |                                                                  |       |                                                          |                                                                                  |
| 1 december Vriendschappelijk № 122 «onderlinge duels» 14:30 uur (UTC) | Engeland                                                         | 5 – 4 | Tsjecho-Slowakije                                        | White Hart Lane, Londen Toeschouwers: 45.879 Scheidsrechter: John Langenus (BEL) |
| 1 december Vriendschappelijk № 122 «onderlinge duels» 14:30 uur (UTC) | Jack Crayston 10' John Morton 19' Stanley Matthews 28', 55', 83' |       | 12' Antonín Puč 45', 75' Oldřich Nejedlý 60' Josef Zeman | White Hart Lane, Londen Toeschouwers: 45.879 Scheidsrechter: John Langenus (BEL) |

|                                                       |                                                                             |       |                   |                                                                               |
| 8 december Vriendschappelijk № 123 «onderlinge duels» | Schotland                                                                   | 5 – 0 | Tsjecho-Slowakije | Ibrox Park, Glasgow Toeschouwers: 41.000 Scheidsrechter: Tommy Thompson (ENG) |
| 8 december Vriendschappelijk № 123 «onderlinge duels» | Andy Black 1' David McCulloch 29', 52' Peter Buchanan 40' David Kinnear 74' |       |                   | Ibrox Park, Glasgow Toeschouwers: 41.000 Scheidsrechter: Tommy Thompson (ENG) |

### 1938
| |                                                                     |       |                   |                                                                                    |
| 3 april Centraal-Europese Internationale Beker 1936-1938 № 124 «onderlinge duels» 15:00 uur (UTC+1) | Zwitserland                                                         | 4 – 0 | Tsjecho-Slowakije | Sportanlagen Rankhof, Bazel Toeschouwers: 15.000 Scheidsrechter: George Rudd (ENG) |
| 3 april Centraal-Europese Internationale Beker 1936-1938 № 124 «onderlinge duels» 15:00 uur (UTC+1) | Numa Monnard 28' Tullio Grassi 30' Georges Aeby 39' Lauro Amadò 80' |       |                   | Sportanlagen Rankhof, Bazel Toeschouwers: 15.000 Scheidsrechter: George Rudd (ENG) |

|                                                                          |                                                                        |       |                   |                                                                            |
| 24 april WK 1938 kwalificatie № 125 «onderlinge duels» 16:30 uur (UTC+1) | Bulgarije                                                              | 6 – 0 | Tsjecho-Slowakije | Letnástadion, Praag Toeschouwers: 31.458 Scheidsrechter: Pál Hertzka (HUN) |
| 24 april WK 1938 kwalificatie № 125 «onderlinge duels» 16:30 uur (UTC+1) | Ladislav Šimůnek 22', 79', 89' Oldřich Nejedlý 54', 74' Josef Ludl 71' |       |                   | Letnástadion, Praag Toeschouwers: 31.458 Scheidsrechter: Pál Hertzka (HUN) |

|                                                                     |                                |       |                               |                                                                                  |
| 18 mei Vriendschappelijk № 126 «onderlinge duels» 17:30 uur (UTC+1) | Tsjecho-Slowakije              | 2 – 2 | Ierland                       | Letenský Stadion, Praag Toeschouwers: 17.000 Scheidsrechter: John Langenus (BEL) |
| 18 mei Vriendschappelijk № 126 «onderlinge duels» 17:30 uur (UTC+1) | Oldřich Nejedlý 3' (pen.), 46' |       | 42' Tom Davis 90' Jimmy Dunne | Letenský Stadion, Praag Toeschouwers: 17.000 Scheidsrechter: John Langenus (BEL) |

| Wereldkampioenschap voetbal 1938 |
| -------------------------------- |

|                                                                          |                                      |              |           |                                                                                     |
| 5 juni WK 1938 Achtste finale № 127 «onderlinge duels» 17:00 uur (UTC+1) | Tsjecho-Slowakije                    | 3 – 0 (n.v.) | Nederland | Stade municipal, Le Havre Toeschouwers: 10.550 Scheidsrechter: Lucien Leclerq (FRA) |
| 5 juni WK 1938 Achtste finale № 127 «onderlinge duels» 17:00 uur (UTC+1) | Košťálek 93' Nejedlý 111' Zeman 118' |              |           | Stade municipal, Le Havre Toeschouwers: 10.550 Scheidsrechter: Lucien Leclerq (FRA) |

|                                                                        |                   |              |                    |                                                                                   |
| 12 juni WK 1938 Kwartfinale № 128 «onderlinge duels» 17:00 uur (UTC+1) | Tsjecho-Slowakije | 1 – 1 (n.v.) | Brazilië           | Parc Lescure, Bordeaux Toeschouwers: 22.021 Scheidsrechter: Pal von Hertzka (HUN) |
| 12 juni WK 1938 Kwartfinale № 128 «onderlinge duels» 17:00 uur (UTC+1) | Leônidas 30'      |              | 65' (pen.) Nejedlý | Parc Lescure, Bordeaux Toeschouwers: 22.021 Scheidsrechter: Pal von Hertzka (HUN) |

|                                                                         |                       |       |                                   |                                                                                      |
| 14 juni WK 1938 Halve finale № 129 «onderlinge duels» 18:00 uur (UTC+1) | Tsjecho-Slowakije     | 1 – 2 | Brazilië                          | Parc Lescure, Bordeaux Toeschouwers: 18.141 Scheidsrechter: Georges Capdeville (FRA) |
| 14 juni WK 1938 Halve finale № 129 «onderlinge duels» 18:00 uur (UTC+1) | Vlastimil Kopecký 24' |       | 57' Leônidas da Silva 62' Roberto | Parc Lescure, Bordeaux Toeschouwers: 18.141 Scheidsrechter: Georges Capdeville (FRA) |

|  |  |  |  |  |  |  |  |  |

|                                                                         |                                      |       |                                                                   |                                                                                     |
| 7 augustus Vriendschappelijk № 130 «onderlinge duels» 18:30 uur (UTC+1) | Zweden                               | 2 – 6 | Tsjecho-Slowakije                                                 | Råsundastadion, Solna Toeschouwers: 20.237 Scheidsrechter: Georges Capdeville (FRA) |
| 7 augustus Vriendschappelijk № 130 «onderlinge duels» 18:30 uur (UTC+1) | Gunnar Bergström 54' Arne Nyberg 61' |       | 13' Václav Horák 28', 33', 75' Josef Bican 72', 89' Karel Senecký | Råsundastadion, Solna Toeschouwers: 20.237 Scheidsrechter: Georges Capdeville (FRA) |

|                                                                                            |                  |       |                                                      | |
| 28 augustus Vriendschappelijk Eduard Benes' Cup № 131 «onderlinge duels» 16:00 uur (UTC+1) | Joegoslavië      | 1 – 3 | Tsjecho-Slowakije                                    | Stadion Concordije na Tratinskoj cesti, Zagreb Toeschouwers: 7.000 Scheidsrechter: Hans Wüthrich (SUI) |
| 28 augustus Vriendschappelijk Eduard Benes' Cup № 131 «onderlinge duels» 16:00 uur (UTC+1) | Vilmos Sipos 56' |       | 19' Vojtěch Bradáč 41' Josef Bican 69' Karel Senecký | Stadion Concordije na Tratinskoj cesti, Zagreb Toeschouwers: 7.000 Scheidsrechter: Hans Wüthrich (SUI) |

|                                                                                           | |       |                                    |                                                                                     |
| 4 december Vriendschappelijk Eduard Benes' Cup № 132 «onderlinge duels» 14:00 uur (UTC+1) | Tsjecho-Slowakije                                                                                    | 6 – 2 | Roemenië                           | Letenský Stadion, Praag Toeschouwers: 13.000 Scheidsrechter: Generoso Dattilo (ITA) |
| 4 december Vriendschappelijk Eduard Benes' Cup № 132 «onderlinge duels» 14:00 uur (UTC+1) | Josef Bican 27' Josef Ludl 37' Josef Bican 49' Josef Bican 63' Vlastimil Kopecký 78' Josef Bican 81' |       | 25' Iuliu Baratki 26' Iuliu Bodola | Letenský Stadion, Praag Toeschouwers: 13.000 Scheidsrechter: Generoso Dattilo (ITA) |

### 1939
|                                                                          |                                                                                               |       |             |                                                                                 |
| 27 augustus Vriendschappelijk № 133 «onderlinge duels» 17:00 uur (UTC+1) | Bohemen en Moravië                                                                            | 7 – 3 | Joegoslavië | Letenský Stadion, Praag Toeschouwers: 12.000 Scheidsrechter: Gustav Krist (CZE) |
| 27 augustus Vriendschappelijk № 133 «onderlinge duels» 17:00 uur (UTC+1) | Vlastimil Kopecký 10', 47', 55' Josef Ludl 18' (pen.) Jan Říha 37' (pen.) Oldřich Nejedlý 77' |       | ?           | Letenský Stadion, Praag Toeschouwers: 12.000 Scheidsrechter: Gustav Krist (CZE) |

|                                                      |                                                             |       |         |                                                                                    |
| 22 oktober Vriendschappelijk № 134 15:00 uur (UTC+1) | Bohemen en Moravië                                          | 5 – 5 | Ostmark | Letenský Stadion, Praag Toeschouwers: 20.000 Scheidsrechter: Giuseppe Scarpi (ITA) |
| 22 oktober Vriendschappelijk № 134 15:00 uur (UTC+1) | Václav Čepelák 25' Josef Ludl 53' Josef Bican 60', 65', 69' |       | ?       | Letenský Stadion, Praag Toeschouwers: 20.000 Scheidsrechter: Giuseppe Scarpi (ITA) |

|                                                                          |                                                  |       |                                         |                                                                                        |
| 12 november Vriendschappelijk № 135 «onderlinge duels» 14:00 uur (UTC+1) | Duitsland                                        | 4 – 4 | Bohemen en Moravië                      | Hermann Göringstadion, Wrocław Toeschouwers: 35.000 Scheidsrechter: Mika Popović (YUG) |
| 12 november Vriendschappelijk № 135 «onderlinge duels» 14:00 uur (UTC+1) | Franz Binder 30', 35', 53' Paul Janes 85' (pen.) |       | 6', 13', 40' Josef Bican 8' Antonín Puč | Hermann Göringstadion, Wrocław Toeschouwers: 35.000 Scheidsrechter: Mika Popović (YUG) |

België · Bulgarije · Denemarken · Duitsland · Engeland · Estland · Finland · Frankrijk · Griekenland · Hongarije · Ierland · Israël · Italië · Joegoslavië · Letland · Litouwen · Luxemburg · Nederland · Noord-Ierland · Noorwegen · Oostenrijk · Polen · Portugal · Roemenië · Schotland · Spanje · Tsjecho-Slowakije · Turkije · Wales · Zweden · Zwitserland
Nationale bond · A-internationals · Bondscoaches · Statistieken · Tsjecho-Slowaaks vrouwenelftal · Tsjecho-Slowakije U16 · Tsjecho-Slowakije U17 · Tsjecho-Slowakije U18 · Tsjecho-Slowakije U21
1920 – 1929 · 
1930 – 1939 · 
1940 – 1949 · 
1950 – 1959 · 
1960 – 1969 · 
1970 – 1979 · 
1980 – 1989 · 
1990 – 1993
EK 1960 · 
EK 1976 · 
EK 1980
WK 1934 · 
WK 1938 · 
WK 1954 · 
WK 1958 · 
WK 1962 · 
WK 1970 · 
WK 1982 · 
WK 1990
OS 1920 · 
OS 1924 · 
OS 1964 · 
OS 1968 · 
OS 1980
1920 · 
1921 · 
1922 · 
1923 · 
1924 · 
1925 · 
1926 · 
1927 · 
1928 · 
1929 · 
1930 · 
1931 · 
1932 · 
1933 · 
1934 · 
1935 · 
1936 · 
1937 · 
1938 · 
1939 · 
1940 · 
1941 · 
1942 · 
1943 · 
1944 · 
1945 · 
1946 · 
1947 · 
1948 · 
1949 · 
1950 · 
1952 · 
1952 · 
1953 · 
1954 · 
1955 · 
1956 · 
1957 · 
1958 · 
1959 · 
1960 · 
1961 · 
1962 · 
1963 · 
1964 · 
1965 · 
1966 · 
1967 · 
1968 · 
1969 · 
1970 · 
1971 · 
1972 · 
1973 · 
1974 · 
1975 · 
1976 · 
1977 · 
1978 · 
1979 · 
1980 · 
1981 · 
1982 · 
1983 · 
1984 · 
1985 · 
1986 · 
1987 · 
1988 · 
1989 · 
1990 · 
1991 · 
1992 · 
1993
Albanië ·
Argentinië ·
Australië ·
België ·
Bolivia ·
Brazilië ·
Bulgarije ·
Chili ·
Colombia ·
Costa Rica ·
Cyprus ·
DDR ·
Denemarken ·
Duitsland ·
Egypte ·
Engeland ·
Faeröer ·
Finland ·
Frankrijk ·
Griekenland ·
Hongarije ·
Ierland ·
IJsland ·
Iran ·
Italië ·
Joegoslavië ·
Koeweit ·
Luxemburg ·
Malta ·
Mexico ·
Nederland ·
Noord-Ierland ·
Noorwegen ·
Oostenrijk ·
Polen ·
Portugal ·
Roemenië ·
Schotland ·
Sovjet-Unie ·
Spanje ·
Turkije ·
Uruguay ·
Verenigde Staten ·
Wales ·
Zweden ·
Zwitserland
Brazilië (1962) · 
Engeland (1982) · 
Frankrijk (1982) · 
Koeweit (1982) ·
West-Duitsland (1976)